# Game of Thrones (4.ª temporada)
A quarta temporada de Game of Thrones foi anunciada pela HBO em 2 de abril de 2013. David Benioff e D. B. Weiss continuam como showrunners e produtores executivos. A quarta temporada estreou em 6 de abril de 2014.

## Elenco e personagens

### Principal
- Peter Dinklage como Tyrion Lannister
- Nikolaj Coster-Waldau como Jaime Lannister
- Lena Headey como Cersei Lannister
- Emilia Clarke como Daenerys Targaryen
- Kit Harington como Jon Snow
- Aidan Gillen como Petyr "Mindinho" Baelish
- Charles Dance como Tywin Lannister
- Natalie Dormer como Margaery Tyrell
- Liam Cunningham como Davos Seaworth
- Stephen Dillane como Stannis Baratheon
- Carice van Houten como Melisandre
- Jack Gleeson como Joffrey Baratheon
- Alfie Allen como Theon Greyjoy / "Fedor"
- Isaac Hempstead Wright como Bran Stark
- Sophie Turner como Sansa Stark
- Maisie Williams como Arya Stark
- John Bradley como Samwell Tarly
- Rose Leslie como Ygritte
- Kristofer Hivju como Tormund Giantsbane
- Hannah Murray como Gilly
- Rory McCann como Sandor "Cão de Caça" Clegane
- Gwendoline Christie como Brienne de Tarth
- Iwan Rheon como Ramsay Snow / Ramsay Bolton
- Conleth Hill como Varys
- Jerome Flynn como Bronn
- Sibel Kekilli como Shae
- Iain Glen como Jorah Mormont

### Convidado
Os atores recorrentes listados aqui são os que apareceram na quarta temporada. Eles estão listados pela região em que aparecem pela primeira vez.
| - Owen Teale como Alliser Thorne - Peter Vaughan como Maester Aemon - Brian Fortune como Othell Yarwyck - Dominic Carter como Janos Slynt - Ben Crompton como Eddison Tollett - Noah Taylor como Locke - Mark Stanley como Grenn - Josef Altin como Pypar - Luke Barnes como Rast - Burn Gorman como Karl Tanner - Brenock O'Connor como Olly - Lu Corfield como a madame de Vila Toupeira - Lois Winstone como uma prostituta de Vila Toupeira - Ciarán Hinds como Mance Rayder - Yuri Kolokolnikov como Styr - Ian Whyte como Dongo - Joseph Gatt como um Thenn warg - Deirdre Monaghan como Morag - Jane McGrath como Sissy - Thomas Sangster como Jojen Reed - Ellie Kendrick como Meera Reed - Kristian Nairn como Hodor - Struan Rodger como o Corvo de Três Olhos - Octavia Alexandru como Leaf - Richard Brake como o Rei da Noite - Ross Mullan como Caminhantes Brancos - Michael McElhatton como Roose Bolton - Elizabeth Webster como Walda Bolton - Gemma Whelan como Yara Greyjoy - Charlotte Hope como Myranda - Lino Facioli como Robin Arryn - Kate Dickie como Lysa Arryn - Rupert Vansittart como Yohn Royce - Alisdair Simpson como Donnel Waynwood | - Dean-Charles Chapman como Tommen Baratheon - Julian Glover como Grande Meistre Pycelle - Roger Ashton-Griffiths como Mace Tyrell - Finn Jones como Loras Tyrell - Diana Rigg como Olenna Tyrell - Pedro Pascal como Oberyn Martell - Indira Varma como Ellaria Sand - Ian Beattie como Meryn Trant - Hafþór Júlíus Björnsson como Gregor Clegane - Daniel Portman como Podrick Payne - Tony Way como Dontos Hollard - Paul Bentley como o Alto Septão - Anton Lesser como Qyburn - Will Tudor como Olyvar - Josephine Gillan como Marei - Pixie Le Knot como Kayla - Tara Fitzgerald como Selyse Baratheon - Kerry Ingram como Shireen Baratheon - Gary Oliver como Ternesio Terys - Andy Kellegher como Polliver - Andy Beckwith como Rorge - Gerard Jordan como Biter - Ben Hawkey como Torta Quente - Mark Gatiss como Tycho Nestoris - Lucian Msamati como Salladhor Saan - Sarine Sofair como Lhara - Michiel Huisman como Daario Naharis - Ian McElhinney como Barristan Selmy - Nathalie Emmanuel como Missandei - Jacob Anderson como Verme Cinzento - Joel Fry como Hizdahr zo Loraq - Reece Noi como Mossador |

## Produção
A emissora HBO confirmou a quarta temporada de Game of Thrones em 2 de abril de 2013. David Benioff e D. B. Weiss continuam como showrunners e produtores executivos, e já temos alguns atores confirmados para o elenco. Dentre eles estão a atriz Nathalie Emmanuel que interpretará Missandei, e o ator Michiel Huisman que interpretará Daario Naharis.
Gwendoline Christie, Iwan Rheon e Kristofer Hivju, que interpretaram Brienne de Tarth, Ramsay Snow / Ramsay Bolton e Tormund Giantsbane, respectivamente, como personagens recorrentes nas temporadas anteriores da série, foram promovidos para o elenco principal na quarta temporada.
A quarta temporada estreou em 6 de abril de 2014.

## Episódios
| N.º na série | N.º na temp. | Título                                                              | Dirigido por      | Escrito por                 | Exibição original   | Audiência (milhões) |
| --- | ------------ | ------------------------------------------------------------------- | ----------------- | --------------------------- | ------------------- | ------------------- |
| 31 | 1            | "Two Swords" "(Duas Espadas)" (BR)                                  | D. B. Weiss       | David Benioff & D. B. Weiss | 6 de abril de 2014  | 6.64                |
| Tywin Lannister transforma a espada ancestral dos Starks, em duas novas espadas, uma para Jaime, que tenta lidar com a perda de sua mão de espada e o amor de Cersei, e uma para o Rei Joffrey como presente de casamento. O príncipe Oberyn Martell, em nome de seu irmão, o príncipe Doran de Dorne, chega em Porto Real com sua amante, Ellaria Sand, para participar do casamento real e é recebido por Tyrion. Oberyn revela abertamente a Tyrion seu motivo para sua visita: vingança contra os Lannisters pelo estupro e assassinato de sua irmã, Elia, esposa do falecido príncipe Rhaegar Targaryen, morto na Rebelião de Robert. No Norte, enquanto Styr e seu grupo de canibais reforçam Tormund, Ygritte e os outros selvagens, Jon é libertado pelo Meistre Aemon depois de confessar o que fez durante seu tempo com os selvagens para obter informações. Nas Terras Fluviais, Arya e o Sendor Clegane recuperam sua espada, Needle, de Polliver, matando ele e seus homens. Em Essos, Daenerys lidera seu exército em uma marcha em direção a Meereen, a última das três grandes cidades escravas, embora ela esteja preocupada como seus dragões que estão se tornando menos mansos à medida que crescem.                                                               |              |                                                                     |                   |                             |                     |                     |
| 32 | 2            | "The Lion and the Rose" "(O Leão e a Rosa)" (BR)                    | Alex Graves       | George R. R. Martin         | 13 de abril de 2014 | 6.31                |
| Lorde Roose Bolton retorna para sua morada em Forte do Pavor, onde ele critica Ramsay por maltratar Theon Greyjoy, que foi brutalizado e forçado a ser um subserviente chamado "Fedor". Roose decide encontrar e matar as crianças restantes dos Starks, Bran e Rickon, que ameaçam a legitimidade do seu novo título. Ele ordena a Ramsay que recupere os territórios que estão sob a ocupação de Theon. Em Pedra do Dragão, Melisandre ordena que várias pessoas sejam queimadas como tributo ao Senhor da Luz, para deleite da Rainha Selyse e do desgosto de Davos e Shireen. Em Porto Real, Tyrion termina seu relacionamento com Shae para protegê-la de sua família e ela é enviada para Pentos. Jaime começa a treinar esgrima com sua mão esquerda com a ajuda de Bronn. O Rei Joffrey e Margaery Tyrell se casam. Mais tarde, na festa do casamento real, as tensões entre Joffrey e Tyrion crescem - pouco antes do rei sucumbir ao vinho envenenado e morrer. Cersei, atormentada pela dor, acusa Tyrion pelo assassinato e prende-o, enquanto Ser Dontos, um antigo cavaleiro, aconselha Sansa Stark a sair com ele para sobreviver. |              |                                                                     |                   |                             |                     |                     |
| 33 | 3            | "Breaker of Chains" "(Quebradora de Correntes)" (BR)                | Alex Graves       | David Benioff & D. B. Weiss | 20 de abril de 2014 | 6.59                |
| Tywin começa a preparar seu neto Tommen para ser o próximo rei e alista Oberyn e Mace Tyrell como seus colegas juízes para o julgamento iminente de Tyrion, que decide escolher Jaime como sua testemunha. Petyr Baelish, que contratou Sor Dontos, o mata e contrabandeia Sansa para fora de Porto Real. Nas Terras Fluviais, Arya Stark e Sandor Clegane encontram um fazendeiro benevolente e sua filha, que Sandor rouba, para o desgosto de Arya. Em Pedra do Dragão, Davos tenta descobrir como reabastecer as forças esgotadas de Stannis e solicita um empréstimo ao Banco de Ferro de Bravos para pagar por um grupo de mercenários chamado de "Companhia Dourada". No Norte, Samwell Tarly, temendo pela segurança de Gilly, fez com que ela e o bebê saíssem do Castelo Negro para Torre Sombria. Enquanto isso, os selvagens continuam atacando aldeias do Norte. A Patrulha da Noite recebe a notícia de que um grupo de amotinados montou um acampamento na Fortaleza de Craster. Jon Snow diz à Sentinela para organizar uma equipe para atacar os amotinados, já que eles não podem se arriscar a ter qualquer informação sobre a fraqueza das defesas de Castelo Negro vazando para o exército que se aproximava de Mance Rayder. Daenerys chega na cidade de Meereen. |              |                                                                     |                   |                             |                     |                     |
| 34 | 4            | "Oathkeeper" "(Cumpridora de Promessas)" (BR)                       | Michelle MacLaren | Bryan Cogman                | 27 de abril de 2014 | 6.95                |
| Daenerys invade com sucesso Meereen em meio a uma revolta de escravos e imediatamente busca justiça para os filhos de escravos mortos crucificando 163 senhores nobres. No mar, Petyr Baelish admite a Sansa que ele estava envolvido na morte de Joffrey. Em Porto Real, Olenna, que está planejando partir, também sugere a Margaery que ela estava envolvida no envenenamento e a convence a seduzir Tommen antes que Cersei tenha a chance de transformá-lo contra ela. Jaime se encontra com Tyrion e está convencido de sua inocência. No entanto, Cersei é inflexível sobre a culpa de Tyrion e manda Jaime caçar e matar Sansa. Jaime, por sua vez, encarrega Brienne de encontrá-la e protegê-la, dando a ela tanto sua espada valiriana quanto Podrick como seu escudeiro. No Norte, em um esforço para se livrar de Jon, Alliser Thorne e Janos Slynt conspiram para permitir que Jon liderasse uma expedição contra os amotinados, que capturaram o grupo de Bran e o forçaram a revelar sua identidade. Mais ao norte, um Caminhante Branco leva o último filho recém-nascido de Craster a um local de ritual secreto, onde ele é transformado em um Caminhante. |              |                                                                     |                   |                             |                     |                     |
| 35 | 5            | "First of His Name" "(O Primeiro de Seu Nome)" (BR)                 | Michelle MacLaren | David Benioff & D. B. Weiss | 4 de maio de 2014   | 7.16                |
| Tommen é coroado rei. Cersei se encontra com Margaery, Tywin e Oberyn, na esperança de influenciá-los em sua vantagem no próximo julgamento contra Tyrion. No Vale, Petyr Baelish leva Sansa ao castelo Ninho da Águia, onde ela deve se apresentar como sua sobrinha. Ele é então pressionado a se casar com Lysa Arryn naquele mesmo dia. É revelado que o par matou Jon Arryn para incriminar os Lannisters. Na Estrada do Rei, Sandor pega Arya praticando sua dança de água e irrita-o por zombar desse estilo de luta. Em outro lugar, Brienne descobre que Podrick não tem habilidades práticas como escudeiro. No entanto, ela está impressionada com o fato de que ele matou um Guarda Real para proteger Tyrion. Além da Muralha, o grupo de Jon ataca os amotinados. Locke tenta sequestrar Bran na confusão, mas é morto por Hodor, interceptado por Bran. Bran e seu grupo continuam sua jornada para o norte, enquanto a equipe de Jon mata todos os amotinados e incendeia a Fortaleza de Craster. Em Meereen, depois que Jorah informa sobre o retorno da escravidão em Astapor e Yunkai, Daenerys decide adiar sua invasão de Westeros para trazer ordem à Baía dos Escravos e se declarar rainha.                                                                     |              |                                                                     |                   |                             |                     |                     |
| 36 | 6            | "The Laws of Gods and Men" "(As Leis dos Deuses e dos Homens)" (BR) | Alik Sakharov     | Bryan Cogman                | 11 de maio de 2014  | 6.40                |
| Em Bravos, Davos consegue convencer o Banco de Ferro a apoiar Stannis, ao mesmo tempo que ressegura Salladhor Saan e seus piratas para a causa de Stannis. Em Meereen, Daenerys tenta assumir seu novo papel como rainha enquanto ouve os pedidos de seus súditos, incluindo o nobre Hizdahr zo Loraq e um homem cujas cabras foram mortas pelos dragões cada vez mais incontroláveis de Daenerys. No Forte do Pavor, Yara lidera um ataque em um esforço para resgatar Theon, que se recusa a ir com ela, forçando-a a escapar. Ramsay recompensa Theon por ser obediente e faz com que ele finja ser "Theon" em vez de "Fedor". Em Porto Real, Tywin instrui Varys a continuar espionando Daenerys. Mais tarde naquele dia, Tyrion é levado a julgamento pelo assassinato de Joffrey. No entanto, todas as testemunhas apresentadas testemunham contra ele, incluindo Sor Meryn Trant, Grande Meistre Pycelle, Cersei, Varys e, para o choque de Tyrion, Shae, que dá um testemunho sólido. Furioso, humilhado e derrotado, Tyrion exige um julgamento por combate. |              |                                                                     |                   |                             |                     |                     |
| 37 | 7            | "Mockingbird" "(Sabiá)" (BR)                                        | Alik Sakharov     | David Benioff & D. B. Weiss | 18 de maio de 2014  | 7.20                |
| Cersei nomeia Gregor Clegane como seu campeão no próximo julgamento por combate, enquanto Jaime e Bronn se recusam a lutar por Tyrion. Oberyn se aproxima, buscando uma chance de vingar Elia matando Gregor que é chamado de Montanha, que estuprou e matou sua irmã durante a rebelião. Daenerys faz sexo com Daario antes de mandá-lo em uma missão para lidar com os traficantes de escravos que ressurgem em Yunkai. Melisandre e Selyse se preparam para ir embora de Pedra do Dragão, com a intenção de levar Shireen também. Alliser Thorne rejeita a oferta de Jon para selar o túnel. Brienne e Podrick conhecem Hot Pie e descobrem sobre as aventuras de Arya. Eles então decidem viajar para o Vale, deduzindo que ela iria lá em busca de parentes vivos. No Vale, Lysa está enfurecida quando ela testemunha Pyter Baelish beijando Sansa. Mais tarde, ela ameaça empurrar Sansa pela Porta da Lua, mas Mindinho intervém e empurra Lysa para a morte. |              |                                                                     |                   |                             |                     |                     |
| 38 | 8            | "The Mountain and the Viper" "(A Montanha e a Víbora)" (BR)         | Alex Graves       | David Benioff & D. B. Weiss | 1 de junho de 2014  | 7.17                |
| Os selvagens atacam a Torre Sombria. Gilly é descoberta por Ygritte, que a poupa. Ramsay obriga Theon a fazer com que os Nascidos do Ferro entreguem Moat Cailin. Os Nascidos do Ferro se rendem na esperança de voltar para casa, mas são esfolados e massacrados por Ramsay. Como recompensa por garantir Moat Cailin, Roose legitima Ramsay como um Bolton. No Vale, Sansa revela ao Conselho que investiga a morte de Lysa, sua verdadeira identidade, e convence a inocência de Petyr Baelish. Enquanto Baelish começa a preparar Robin Arryn, o filho de Lysa, como o Senhor do Vale, Sandor e Arya chegam e são informados da morte de Lysa. Em Porto Real, o julgamento por combate começa. Oberyn ganha vantagem, mas abaixa a guarda enquanto exige que o Montanha confesse seus crimes. O Montanha mata Oberyn esmagando seu crânio enquanto finalmente admite o estupro e assassinato de Elia. Tywin sentencia Tyrion à morte. Em Essos, Barristan Selmy recebe uma carta destinada a Jorah que o perdoa como recompensa por espionar Daenerys, que o exila de Meereen como resultado. |              |                                                                     |                   |                             |                     |                     |
| 39 | 9            | "The Watchers on the Wall" "(Os Patrulheiros da Muralha)" (BR)      | Neil Marshall     | David Benioff & D. B. Weiss | 8 de junho de 2014  | 6.95                |
| A Patrulha da Noite prepara-se para a invasão dos selvagens. Gilly e seu filho chegam ao Castelo Negro, onde Samwell os esconde em uma sala no subsolo. Os selvagens invadem de ambos os lados. O exército de Tormund passa do sul e envolve a Patrulha da Noite. Um gigante consegue atravessar o túnel que leva ao Castelo Negro, mas é morto por Grenn e cinco outros, ao custo de suas próprias vidas. Alliser Thorne vai lutar na parte sul, deixando Janos Slynt no comando. No entanto, Slynt prova ser incompetente e é levado a descer o nível principal, efetivamente deixando Jon no comando. Depois de assistir Jon matar Styr, Ygritte se prepara para matá-lo, mas é baleada por Olly. Jon a segura em seus braços enquanto ela morre. Com a ajuda do lobo gigante de Jon, Fantasma, a Patrulha da Noite controla o nível invadido, levando à prisão de Tormund. Os alpinistas são destruídos por uma enorme foice lançada pelos vigilantes. Os selvagens recuam, mas não por muito tempo, prevê Jon. Não vendo outra escolha, Jon vai além da Muralha para encontrar e matar Mance Rayder. |              |                                                                     |                   |                             |                     |                     |
| 40 | 10           | "The Children" "(As Crianças)" (BR)                                 | Alex Graves       | David Benioff & D. B. Weiss | 15 de junho de 2014 | 7.09                |
| A negociação de Jon com Mance Rayder é interrompida quando Stannis e seu exército invadem o acampamento selvagem, tomando Mance como prisioneiro. O grupo de Bran encontram a grande árvore do coração de suas visões, mas eles são atacados por bestas esqueléticas, que matam Jojen; os outros são salvos por uma criança, que os leva para o Corvo de Três Olhos, que é revelado ser um homem velho. No Vale, Brienne e Podrick se deparam com Arya e Sandor, a quem Brienne se envolve em uma luta brutal. Depois, Sandor implora a Arya para matá-lo, mas ela se recusa e sai com Brienne. Arya foge de Brienne e entra em um navio indo para Bravos, com a intenção de se reunir com Jaqen H'ghar. Enquanto isso, em Porto Real, Cersei ordena que Qyburn faça qualquer coisa para salvar o Montanha, que é envenenado pela lâmina de Oberyn. Jaime liberta Tyrion nas escondidas, onde este último encontra Shae na cama de Tywin e estrangula-a até a morte. Ele então confronta Tywin que está na privada e o mata, escapando da cidade com Varys. Em Meereen, Daenerys é visitada por um cidadão que traz os restos carbonizados de sua filha, que foi queimada por Drogon. Como precaução, Daenerys acorrenta seus outros dois dragões (Viserion e Rhaegal) nas catacumbas.  |              |                                                                     |                   |                             |                     |                     |